# Urbini Panopió
Urbini Panopió (en llatí Urbinius Panopion) era un polític roma del segle i.
Va ser proscrit pels triumvirs l'any 43 aC, però es va salvar mercès a l'extraordinària fidelitat d'un dels seus esclaus que va canviar les robes amb les del seu amo i el va fer sortir per la porta del darrere quan ja els soldats estaven a punt d'entrar, mentre ell es va col·locar al llit de Panopió i va deixar que els soldats el matessin com si fos el seu amo.
Urbini Panopió, més tard, li va mostrar la seva gratitud erigint-li un monument. Macrobi i Valeri Màxim en parlen. Appià també, però diu que l'amo s'anomenava Appius, i Dió Cassi i Sèneca expliquen el fet però sense donar noms.